# Cresconius
Cresconius (ou Crisconius) est l'auteur, nommé dans une préface en forme de lettre, d'une collection canonique du Haut Moyen Âge, organisée sous 300 titres et intitulée Concordia canonum. Elle est précédée dans nombre de manuscrits d'un sommaire (Breviarium).
La formule qui introduit l'épître dédicatoire est la suivante : « Domino vere sancto semperque beato pontifici Liberino [al. Liberio] Cresconius Christi famulorum exiguus ». Sur cet évêque Liberinus ou Liberius, le destinataire, sur l'ordre duquel Cresconius dit avoir entrepris son travail, on ne sait rien. Dans la suite de la lettre, l'auteur justifie son entreprise contre l'objection que la Breviatio canonum de Ferrand de Carthage (vers 535) suffisait aux besoins, à quoi il répond qu'il a voulu en compléter et clarifier la matière pour le grand nombre.
D'autre part, on trouve les indications suivantes dans une table des matières d'un manuscrit du Xe siècle : « Hæc sunt quæ in codice habentur : I. Concordia canonum a Cresconio Africano episcopo digesta sub capitulis trecentis. Iste nimirum Cresconius bella et victorias quas Johannes patricius apud Africam de Saracenis gessit hexametris versibus descripsit sub libris [...] ». On a supposé (depuis César Baronius) que le « Jean le Patricien », vainqueur des Sarrazins, auquel Cresconius aurait consacré un poème épique en plusieurs livres était celui que l'empereur Léonce II envoya en 697 pour reconquérir la province d'Afrique sur l'émir Hassan Ibn Numan (et qui parvint effectivement à chasser les envahisseurs pour quelques mois). Mais Johann Albert Fabricius, le premier, fit remarquer qu'un siècle et demi auparavant, en 548, Jean Troglita avait remporté, également en Afrique, une victoire, non pas exactement sur les « Sarrazins », mais sur les Maures (Berbères), et on savait déjà (même si le texte ne fut redécouvert qu'au début du XIXe siècle) que le poète Corippe (c'est-à-dire Flavius Cresconius Corippus) avait consacré une épopée en huit livres, la Johannide, à la campagne victorieuse de Jean Troglita.
Cresconius était un nom répandu dans la province d'Afrique dans l'Antiquité tardive. Pour plusieurs auteurs, c'est ici un nom fictif : derrière ce Cresconius exiguus, comme le désigne la préface, il faut reconnaître Dionysius Exiguus, c'est-à-dire Denys le Petit, l'auteur de la Collectio Dionysiana, la première grande collection canonique de l'Église latine. Le contenu de la Concordia canonum Cresconii est tout entier puisé dans la Collectio Dionysiana.
Le plus ancien manuscrit conservé se trouve dans la Bibliothèque capitulaire de Vérone (Codex Veronensis 62) et date des environs de l'an 800. De la trentaine de manuscrits connus, presque tous datent d'entre le IXe  et le XIe siècle. Une recension particulière, appelée le Cresconius Gallicus (ou Collectio XII librorum), a été diffusée en Gaule à partir du IXe siècle : elle présente un ordre différent et l'adjonction de textes issus de conciles francs.
Le Breviarium a été édité pour la première fois, séparément, par Pierre Pithou en 1588, et la collection elle-même par Henri Justel et Guillaume Voël dans leur Bibliotheca juris canonici veteris (1661). 

## Éditions
- Patrologia Latina, vol. 88, col. 815-940.
- Klaus Zechiel-Eckes (éd.), Die Concordia canonum des Cresconius. Studien und Edition, Francfort-sur-le-Main, P. Lang, 1992.